# Brand Sándor
Brand Sándor Kálmán (Ősi, 1887. szeptember 23. – Zalaegerszeg, 1965. június 20.) jogász, Zala vármegye alispánja, földbirtokos.

## Élete
Római katolikus polgári családban született. Apja Brand Gyula ősi molnármester, anyja Brazsil Anna volt. A középiskolát Veszprémben végezte a kegyesrendi gimnáziumban, majd a budapesti tudományegyetemen szerzett jogi és államtudományi oklevelet. 1913-ban lépett Zala megye szolgálatába mint közigazgatási gyakornok. 1914. szeptember 14-től II. osztályú aljegyzőként tevékenykedett.
A ranglétrán emelkedve 1918. szeptember 9-től már Zala vármegye másodjegyzője, majd megtagadva a Károlyi-kormány utasításait, hivataláról lemondott. A Tanácsköztársaság idején részt vett először az Alsólendvai ellenforradalomban, majd a veszprémi ellenforradalmi szervezkedésben, amiért a forradalmi törvényszék elítélte. 1919. augusztus 6-án visszatért a másodjegyzői hivatalba; 1922. szeptember 11-től már Zala vármegye főjegyzője, 1938. május 12-től pedig Zala vármegye alispánja. Rendkívül értékes közjogi munkálatokat végzett a megszállás alatt levő területek visszacsatolása érdekében. Megírta a határkiigazító bizottság elé terjesztett memorandumot, melyben nagy történeti tudással ismertette a Muraköz viszonyát Magyarországhoz és Zala vármegyéhez. Nagyon érdekesek voltak a Budapesti Hírlapban „Zalavármegyei" aláírású közjogi és közigazgatási cikkei, melyekben Ferdinandy volt belügyminiszterrel polemizált. Ezeken kívül értékes mezőgazdasági-közigazgatási cikkei jelentek meg. Elnöke volt a vármegyei Tűzoltó Szövetségnek és választmányi tagja a Kaszinónak, igazgatósági tagja a Vármegyei Bank és Takarékpénztárnak.
1944-ben németellenes magatartása miatt eltávolították a közigazgatásból, 1945 májusában pedig maga mondott le az alispánságról. 1945–1947-ben a FKgP Zala megyei elnöke, és delegálás révén az Ideiglenes Nemzetgyűlésnek is tagja volt. 1945 őszén már nem indult az országgyűlési képviselői választásokon. 1950-ben a 100 hold földet (amin addig gazdálkodott) is elvették tőle, Zalaegerszegről egy városkörnyéki présházba telepítették ki, szerény nyugdíjból és adományokból élt.
Zalaegerszegen 1965. június 20-án mély szegénységben hunyt el.

## Házassága és gyermekei
1921-ben feleségül vette derecskei Fodor Irént (1897 – Norwalk, Connecticut, Amerikai Egyesült Államok, 1978. április 29.). A házasságukból született egyetlenegy leánya:
- Brand Irén Mária Anna (Zalaegerszeg, 1922. február 19. – ?). Férje Czenthe István (Kaposvár, 1911. november 22. – ?) főhadnagy.[6]